# 湖口県
湖口県（ここう-けん）は中華人民共和国江西省九江市に位置する県。鄱陽湖の出口にあたることからこの名がついた。

## 行政区画
- 鎮:双鐘鎮、流泗鎮、馬影鎮、武山鎮、城山鎮、均橋鎮、凰村鎮
- 郷:大壠郷、張青郷、付壠郷、舜徳郷、流芳郷

## 交通

### 鉄道
- 中国鉄路総公司
  - 衢九線、銅九線
    - 湖口駅

### 道路
- 高速道路
  - 杭瑞高速道路
  - 彭湖高速道路